# 宇宙戦艦ヤマトシリーズの陸上兵器・地上部隊
宇宙戦艦ヤマトシリーズの陸上兵器・地上部隊（うちゅうせんかんヤマトシリーズのりくじょうへいき・ちじょうぶたい）では、アニメ「宇宙戦艦ヤマトシリーズ」に登場する架空の陸上兵器、地上部隊、およびそれらの扱うミサイルや銃火器などの装備、兵器ではない各種車両・機械について述べる。

## 凡例
本記事は文中に作品名が多く登場するため、冒頭の本節に本記事における便宜上の作品略称をあらかじめ明記する。
- 『宇宙戦艦ヤマト』 - 『ヤマト』
- 『さらば宇宙戦艦ヤマト 愛の戦士たち』 - 『さらば』
- 『宇宙戦艦ヤマト2』 - 『ヤマト2』
- 『宇宙戦艦ヤマト 新たなる旅立ち』 - 『新たなる』
- 『ヤマトよ永遠に』 - 『永遠に』
- 『宇宙戦艦ヤマトIII』 - 『ヤマトIII』
- 『宇宙戦艦ヤマト 完結編』 - 『完結編』
- 『宇宙戦艦ヤマト 復活篇』 - 『復活篇』
- 『宇宙戦艦ヤマト 復活篇 ディレクターズカット版』 - 『復活篇DC版』
- 『宇宙戦艦ヤマト2199』 - 『2199』
- 『宇宙戦艦ヤマト2199 星巡る方舟』 - 『星巡る方舟』
- 『宇宙戦艦ヤマト2202 愛の戦士たち』 - 『2202』
- 『宇宙戦艦ヤマト2205 新たなる旅立ち』 - 『2205』
- 『ヤマトよ永遠に REBEL3199』 - 『3199』
- PS用ゲーム『宇宙戦艦ヤマト 遥かなる星イスカンダル』 - 『遥かなる星イスカンダル』
- PS用ゲーム『さらば宇宙戦艦ヤマト 愛の戦士たち』 - 『さらばPS版』
- PS2用ゲーム『宇宙戦艦ヤマト イスカンダルへの追憶』 - 『イスカンダルへの追憶』
- PS2用ゲーム『宇宙戦艦ヤマト 暗黒星団帝国の逆襲』 - 『暗黒星団帝国の逆襲』
- PS2用ゲーム『宇宙戦艦ヤマト 二重銀河の崩壊』 - 『二重銀河の崩壊』

## 地球防衛軍

### 陸上兵器

#### 車両
二連砲塔戦車（二重砲塔戦車）

『永遠に』に登場する軍用車両。デザイン担当は板橋克己。
西暦2202年以降に地球防衛軍で使用されている軍用車両である。名称は二連砲塔戦車 と二重砲塔戦車 の2通りの資料があるが、設定画に直書きされている名称は前者である。地球本土を守る直衛師団所属の主力戦車であり、多数が配備されている。武装は連装主砲1基と、対空用の3連装小型ミサイルランチャー2基。陸上部隊全体を率いる指揮車としても使用され、その際には3本のアンテナの真ん中に、赤い三角の旗を掲げる。設定上では『さらば』に登場した白色彗星帝国の戦闘車両よりも格段に強力とされている。
劇中では、冒頭の地球攻防戦に登場しており、暗黒星団帝国の侵攻部隊を迎え撃つが、返り討ちに遭っている。
『永遠に』に登場した三種の防衛軍車両（本車・兵員輸送車・探索車）の中で、本車のみ『ファイナルデラックス版 ヤマトよ永遠に』p. 243にて車体諸元データの記載がない。そのため、全長については『ヤマトよ永遠に アニメセルコレクション』より、全高は公式集『ファイナルデラックス版 ヤマトよ永遠に』p. 275のメカ対比図からの抜粋である。
『永遠に』のリメイク版となる『3199』では後述のサルバーS-VI型に置き換えられている。
兵員輸送車

『永遠に』に登場する軍用車両。デザイン担当は板橋克己。
西暦2202年以降に地球防衛軍で使用されている軍用車両である。重歩兵を1、2小隊輸送可能な装甲兵員輸送車で、直衛師団にも複数が配備されている。武装は砲身付の単装ミサイル発射ドーム2基、車体側面にはスモークディスチャージャー6基。ミサイル砲塔部分は、オプションとして探照燈に換装することも可能であり、設定画も存在する。
劇中では、冒頭の地球攻防戦に登場。未開発エリアに軟着陸した重核子爆弾（この時点では正体不明）の周囲に地上部隊を展開させる。しかし、その後は上空から奇襲してきた暗黒星団帝国の地球侵攻部隊に、為す術もなく打ち破られてしまう。
『永遠に』のリメイク版となる『3199』では後述の87式兵員輸送車に置き換えられている。
探索車

『永遠に』に登場する軍用車両。デザイン担当は板橋克己。
西暦2202年以降に地球防衛軍で使用されている特殊車両である。各種調査機器を搭載した科学調査車両であり、攻撃用の武装は持たない。車体前部から突き出たものはセンサーアンテナであり、上面にも砲塔を思わせる旋回・仰俯式の対物オートセンサーを持つ。ハッチ部分はキャブスライド方式であり、乗降の際には車体後半部がそのまま後方へスライドする。乗員数は6名。並列複座式の運転席（運転士席と助手席）のほかに、車内中央には各種計器類や複数のモニターが備え付けられたテーブル状のコンソールパネルがあり、4名分の座席（並列複座が向かい合わせ）がある。
劇中では、冒頭の地球攻防戦に登場。未開発エリアに軟着陸した正体不明の巨大物体を探るべく現地に急行、接近を試みる。しかし、周囲に張り巡らされたバリヤーに弾き飛ばされ、任務を達成できなかった。なお、相原義一もこの車両に乗って現地に赴いている。
資源採取用工作車
『ヤマト』『ヤマト2』に登場する車両。デザイン担当は加藤直之。
イスカンダルへの航海時にヤマトに搭載されていた工作車。最大の特徴は汎用性の高さであり、車体後部のアタッチメントを換装することで、多才な用途に対応できる。劇中では「ビーム放射器」「切断機」「クレーン」「ベルトコンベアー」を装備した車両が登場。
『ヤマト』では、第7話で土星衛星「タイタン」における資材・物資の調達に使用されている。
『ヤマト2』では、第7話において潜宙艦の攻撃による損傷を修理するためにビーム放射器装備車両が登場する。
特2式多目的換装車
『2199』第4話に登場する車両。デザイン担当は福地仁。
資源採取用工作車をリメイクしたメカで、本作ではレーザー切削機搭載型・ベルトコンベア搭載型・ダンプ型の3タイプが設定されている。カラーリングは黄色から青みがかった灰色に変更されている。ヤマトに計6両搭載されており、第5話で土星衛星「エンケラドゥス」において、希少鉱物「コスモナイト90」の採掘に使用されている。
採掘作業中に、ガミラスの偵察揚陸艦から発進した機甲部隊の攻撃を受けた際、レーザー削機搭載型の1両がサルバーへレーザーによる反撃を行ったが、通用せず返り討ちに遭う。

87式兵員輸送車
『2199』『3199』に登場する車両。デザイン担当は石垣純哉（原案）、玉盛順一朗。
元はAPC（装甲兵員輸送車）だったが、避難民の長距離移送のため、乗員スペースが窓付きに改造されている。人員輸送を目的とするため、放射線防護対策も為されており、乗員スペースには16名が乗車可能。
劇中では『2199』第2話でヤマトクルーをヤマトまで移送しているほか、『3199』第2話では兵員をデザリアムのグランドリバース降着地点まで移送している。
89式大型運搬車
『2199』第2話に登場する車両。デザイン担当は石垣純哉。
車体の大半を平たい荷台が占めている大型車両で、コスモファルコンをヤマトまで運搬する。

#### ロボット・パワードスーツなど
98式特殊機動外骨格改 (MF-98S)
『2199』第16話に登場する無人機械。デザイン担当は福地仁。
AU-09用の外部強化ユニット。兵器ではなく、惑星上での探査活動や設営作業に使用される。全長は人間の倍程度である3.17メートル で、両腕部分にあたる大型アームは重機並の出力を持つとされる。また、両肩部分に背負っているコンテナに火器を搭載して戦闘仕様にすることも可能である。輸送はコスモシーガルのコンテナ部分を懸架装置に換装して取り付けられる形で行われている。
劇中では惑星ビーメラ4の探査に使用される。障害物除去に活躍したほか、襲ってきた原生生物と格闘戦を行っている。なお、この時の両肩のコンテナ部にはライトを搭載している。
2式空間機動甲冑

『2202』に登場する人型兵器。デザイン担当は小林誠。
対ガミラス戦末期に月面駐屯地壊滅の辛酸を嘗めた斉藤始が、空間騎兵用の新装備として考案した1人乗りの人型機動兵器。第十一番惑星において「斉藤式機動甲冑」という仮称で開発が進められていたが、量産前にガトランティスの襲撃が起こり、ヤマトの艦内工場で量産されることになった。
航空機と装甲戦闘車両の利点を融合しており、背部に装備した大出力スラスターでの飛行や、両脚部先端に備えた履帯走行ユニットでの地上の高速走行が可能。一方、第10話劇中で斉藤は装甲の薄さと出力不足を指摘しており、技量で補うようにと言っている。
武装は固定武装として、両腕にカノン砲、両肩にパルスレーザー砲を装備されている。また、航空機の兵装を装備できるハードポイントも各部に設置されている。
劇中では第10話において、ヤマトの耐圧格納庫内に収容されている状態で初登場。第13話から本格的に登場し、テレザート上陸作戦における奇襲および上陸部隊の装備として活躍する。第22話では防衛軍で量産されたと思しき非武装の個体が複数登場し、火星の緊急ドッグにて、ヤマトの改修作業を行っていた。
『2202』の小林メカの中では珍しく脚本段階から存在しているメカ だが、脚本では本編第13話のような宇宙空間で艦隊相手に縦横無尽に飛び回って戦闘するといったことはなく、陸戦が主体のメカとして描かれ、コスモタイガーIIとは差別化されていた。宇宙空間では一応自立飛行する描写もある が、多くの場合コスモタイガーIIや上陸用舟艇で戦場まで移送されている。
デザインは小林が2014年8月に発売した作品集『HYPERWEAPON2014 バレラスへの道』（大日本絵画）に掲載された「斉藤式空間騎兵隊機動歩兵」というパワードスーツがベースとなっている。肩の砲が片側のみであり、関節部などの形状が異なっている点を除けば、ほぼ同じデザインである。本メカは同誌記載の解説文によると、2012年12月10日に開催されたヤマトファンの集いで小林が無料配布したミニポスターに描かれたものを、色調を再調整して掲載したものであり、「もしも2220年（『復活篇』の年代）に空間騎兵隊が登場するなら」という仮定で創作された、『復活篇DC版』の発売宣伝のためのメカだったとのこと。
5式空間機動甲冑

『2205』『3199』に登場する人型兵器。デザイン担当は玉盛順一朗。
装甲宇宙服の高機動化計画に、2式空間機動甲冑の運用データを取り入れて開発された機種。
搭乗する形だった2式と異なり、こちらは着用するように装備する。脚は人間の脚を収めて動かす形式で、腕は機械式。装備者は腕は露出しており、肘を曲げて前部装甲の裏側に手を持ってくるような姿勢をしている。
空間機動兵器（つまり宇宙戦闘機などの類）に対応するための対物火器を主として扱う歩兵として位置付けられており、塹壕戦性能と空間機動性能が重視されている。
脚部にクローラーが備わっているほか、背部にモーメンタム・ホイールという装備があり、地上ではクローラーを足裏に、ホイールを展開式アームで後方斜め下に移動させることで、2輪車ないし3輪車のような形で走行することが可能。
空間機動時にはスラスタだけに頼らず、ホイールの高速回転とアーム可動を併用し、マスバランスによる姿勢制御を行うことで、高い隠密性を実現している。
運用は基本的に兵員輸送艇による降下および騎兵戦闘艇による空間機動となっているが、吸着懸垂下降装置を使用することでコスモタイガーIIなどにも取り付くことができる。
玉盛によると、人間と同じような行動範囲を持つ空間騎兵のための装備という位置付けであり、徹底的に人間を意識して小型化したとのこと。

#### 重火器類
多弾頭砲
『さらば』および『ヤマト2』第14話に登場する重火器。デザイン担当は宮武一貴。
地球防衛軍の陸上兵器で、正式名称は多弾頭分裂ミサイル連射ランチャー。15本の砲身を結合させた、組み立て式の重火器にして移動式の対戦車用ミサイルランチャーである。先端部分に装填された多弾頭分裂式対戦車焼夷ミサイル弾（クラスター・ナパーム・ミサイル） は発射後に上空で炸裂し、無数の小型対戦車焼夷榴弾となって目標の戦車隊へ降り注ぎ、戦車の弱点である装甲の薄い砲塔上面や車体上面へのトップアタックを成功させる。
なお、『さらば』と『ヤマト2』では砲先端部の形状が異なり、前者はパンツァーファウストのように先端に弾頭が填まった形、後者は普通の砲の形をしている（設定画で描かれているのは後者）。
劇中での出番は両作品とも同じであり、テレザート星における上陸戦の際に使用され、ザバイバルの戦車隊を一撃で壊滅に追いやった。
迎撃ミサイル
『永遠に』に登場するミサイル兵器。デザイン担当は板橋克己。
西暦2202年時点で、地球防衛軍にて使用されている地対空ミサイルである。
本体は白色、弾頭部のみ赤色。二股に分かれた機体に、弾頭がそれぞれ1つずつ計2つ付属していることが外観の特徴である。ロケットは2段式であり、1段目はブースターとして使用され、大気圏を離脱すると切り離される。
地球の対空ミサイル基地で集団運用されており、普段は濃灰色 のハンガーに1基ずつ収納されている。攻撃態勢になるとハンガーが二手に別れ、内部にある濃灰色の発射台が迫り出してくる。
地球に接近する未確認飛行物体を大気圏外で迎撃すべく、古代守の指令により多数発射される。だが、目標の表面に張られたバリアによって、軌道を逸らされて爆発。撃墜することができず、地球への着陸を許してしまう。その後、暗黒星団帝国軍の奇襲攻撃隊によって対空ミサイル基地は占領される。

#### 銃器類
ガスマシンガン
『ヤマト』第8話に登場。鎮圧用のガス銃で、催眠ガスにより相手を眠らせる。古代進ら特別攻撃隊がガミラスの冥王星基地に向かった際、冥王星原住生物を眠らせるために使用。
『星巡る方舟』では、エピローグで斉藤始を含む治安部隊が同形状の銃を装備している。
14年式コスモガン
『完結編』までの全作品に登場する。地球防衛軍内で広く使用されているレーザーピストル。ヤマト乗組員をはじめ、宇宙戦士が常備する標準的な武装である。
砲身部と本体後部に伸縮機構がついており、全長は最大で50センチメートル、最小35センチメートルになる。懸架帯も装着できる。
なお、松本零士のSF漫画やそれを原作とするアニメの劇中に登場する銃器類も「コスモガン」の名称で呼ばれ、『銀河鉄道999』のアニメ版では、戦士の銃がこの名称で呼ばれている。
南部14年式拳銃
『2199』に登場する14年式コスモガンのリメイクメカ。デザイン担当は福地仁。
デザインはほぼそのままだが、本体後部の伸縮機構は携行時には縮んだ状態で、初弾射撃時にコッキングするように伸ばすハンマーと設定されている（後述の97式も同様）。
本作では旧式化した銃という設定であり、現役の銃として南部97式拳銃が別個に登場する。劇中では古代守の愛銃として1丁のみ登場し、第4話でエンケラドゥスに漂着していた駆逐艦「ユキカゼ」内に落ちていたところを古代進が発見して以後は彼が所持していたが、第24話でスターシャに案内された守の墓へ進が手向けている。

南部97式拳銃
『2199』〜『3199』の全作品に登場する銃。デザイン担当は出渕裕。
正式名称は「南部97式防衛軍制式拳銃」で、通称「コスモニューナンブ」。劇中における現役の銃で、14年式をベースに小型軽量化を目指し、南部重工兵器開発部で開発された。
97式短機関銃（89式機関短銃）
『2199』『星巡る方舟』『2202』『3199』に登場するサブマシンガン。デザイン担当は山岡信一。
単射と三点射が可能。主に保安部が使用している。
AK-01 レーザー自動突撃銃
『さらば』『ヤマト2』『永遠に』『ヤマトIII』に登場する白兵戦用レーザーライフル。セレクタースイッチを切り替えることで、単射・連続照射・パルス状連射の3モードに切り替え可能。空間騎兵隊の正式銃 であるが、そのほかにもアンドロメダの衛兵など（『ヤマト2』第2話）、使用は広範囲にわたる。ヤマト艦内においても、主砲発射室から食堂に至るまで、艦内白兵戦に備えて相当数が準備されている（『ヤマトIII』第6話）。『さらば』以降、陸上戦闘の際には頻繁に使用されている。
リメイクシリーズでは『2199』『星巡る方舟』『3199』に登場。『2199』では、第2話で警務隊員の携行武器として登場する。その後、『星巡る方舟』において小林誠により細部をリデザインされて登場。新たに銃剣状態も設定されている。本シリーズでは新たに設定された上述の89式と後述の小銃が主に使用されているため、劇中では背景として映るのみで射撃シーンはない。
マイクロ・グレネード・ランチャー
『さらば』時にデザインされた拳銃型のグレネード発射ランチャー。グレネード弾を先端部分に差し込む形で装填する。長距離射撃の際には曲射用照準器を用いる。グレネード弾自体は弾頭部がねじ込み式になっており、使用目的に応じて対戦車用と対人殺傷用の2種類の弾頭部の付け替えが可能。劇中では、『ヤマト2』第14話において斉藤始が構えている状態のものが1カット登場するのみで、射撃シーンはない。
メタルストック・G88 大型手榴弾
『さらば』『ヤマト2』に登場。空間騎兵隊員の標準武装。左胸のホルダー部に常備されている柄付き手榴弾である。別名はコスモ手榴弾。
対戦車バズーカ砲
『さらば』『ヤマト2』『永遠に』に登場。空間騎兵隊が使用していた大型火器。パンツァーファウスト3やRPG-7のような外見をしており、先端部に弾体をはめ込む形で装填する。装填・照準・発射の動作を1人で行える。対戦車戦にて威力を発揮するが、重核子爆弾占拠時にも使用されている。
『星巡る方舟』では、小林誠によりリデザインされ、RPG（Pzf-89）という名称で登場。ただし、オリジナルに比較的忠実なデザインのAK-01とは異なり、こちらは大幅にアレンジされており、後端にある反動吸収装置の形状を除けば共通点はほぼ無い。『2202』では第二章のキービジュアルなどに描かれていたが、劇中では未登場。
衝撃銃
『ヤマトIII』第13話に登場。鎮圧用の麻酔銃。ヤマトがバース星へ寄航した際、シャルバート信者の反乱を鎮圧するために使用。デザイン担当は板橋克己。
小銃（99式突撃銃）
『星巡る方舟』『2202』に登場。デザイン担当は小林誠。
空間騎兵隊用の装備。前部が大きく膨らんだ形状をしており、上部に銃口、下部にグレネードの発射口を備える。いずれも実体弾。
ハンドガン（97式自動拳銃）
『星巡る方舟』に登場。デザイン担当は小林誠。
空間騎兵隊用の装備。小銃に似た形状をしているが、サイズは小銃の半分以下である。実体弾火器。『2202』では第二章のキービジュアルなどに描かれていたが、劇中では未登場。

### 地上部隊
空間騎兵隊
『さらば』『ヤマト2』『星巡る方舟』『2202』に登場する戦闘部隊。

## ガミラス帝国 / ガルマン・ガミラス帝国

### ガミラス帝国 / ガルマン・ガミラス帝国の陸上兵器

#### 車両（ガミラス / ガルマン・ガミラス）
宇宙重戦車
『ヤマト』『ヤマトIII』に登場する軍用車両。デザイン担当は加藤直之。
ガミラス帝国の主力戦車であり、後のガルマン・ガミラス帝国も含め、劇中に登場した唯一のガミラス戦車である。武装は、3連装170mm衝撃波砲1基を装備、他に機関銃型衝撃波銃1丁。車体前面にある円形部分は障害物撃破用光線砲であり、その両端の2本の突起物は路面探知機である。乗員は戦車長と砲手の2名 だが、1名でも操縦できる。
『ヤマト』第6話にて、円盤型パトロール艇に搭載された2輌が、コスモナイト鉱石を採取に土星の衛星タイタンに着陸した古代進・森雪・アナライザーらを襲撃するが、1輌は古代によって操縦手が射殺され、もう1輌はアナライザーの怪力によって投げ飛ばされる。第21話にも若干の出番があり、ドメル艦隊出撃時に礼砲を撃っている。さらに『ヤマトIII』第15話においても、軍事パレードに多数が参加している。
『ヤマト』におけるメカデザインは、大抵は松本零士が原案デザインを手がけるが、本車に関しては松本は関与していない。
サルバーS-VI型 重戦車

『2199』『3199』に登場する軍用車両。宇宙重戦車をリメイクした車両。デザイン担当は山根公利。
スペックが新たに設定され、寸法が全長11.5メートル、全幅4.8メートルとされたほか、武装も主砲が3連装99ミリ陽電子カノン砲、車載機銃が13ミリ車載機関銃1基と7.9mm車載機関銃2基に、乗員が3名に変更された。また、防御力を強化するため、装甲に帯磁特殊加工（ミゴウェザー・コーティング）が施されている。
エンケラドゥスにおいてデラメヤ級強襲揚陸艦から投下される際は、車体前後に逆噴射用ロケットポッドを装備しており、噴射して着陸速度を落としている。なお、アニメ版ではその後ポッドをパージしていたが、むらかわみちおの漫画版では戦闘時も継続して装備しており、ポッドを上方へ噴かして車体を地面に押さえつけることにより、低重力下での発砲反動に対応している描写がある。
『2199』では、第4話のエンケラドゥスでヤマトを急襲したほか、冥王星前線基地や大ガミラス帝星、惑星レプタポーダにも配備されている。基本色は緑だが、惑星レプタポーダに配備されていたものは黄土色の「砂漠色」である。『3199』では地球連邦防衛軍の陸軍が運用しており、迷彩塗装を施されている。

メルバーM-III型装甲兵員輸送車

『2199』に登場する軍用車両。原作である『ヤマト』には登場しない。デザイン担当は山根公利。
ガミラス帝国が保有する歩兵戦闘車。ガミラス帝国軍の重戦車であるサルバーS-VIとの共同運用を前提として開発された。3名の乗員で運用可能であるが、さらに8名の人員をも運搬できる。車体前部に機関室を、後部に乗員搭乗区画を配置している。武装は砲塔に同軸配置された33mmレーザー機関砲（対空砲撃や対地砲撃用）と7.9mm機関銃に加え、対センサー・レーザー撹乱煙幕弾や対ミサイル弾、対人兵器などを射出可能な5連装マルチディスペンサーを砲塔側面に装備している。基本色は緑だが、第21・22話に登場する惑星レプタポーダの配備車両は黄土色の「砂漠色」である。

#### ロボット（ガミラス / ガルマン・ガミラス）
武装ロボット
『ヤマト』第18話に登場する無人兵器。
宇宙要塞島の警備に充てられていた甲殻生物のような外観の二足歩行ロボット。真田のコスモガンで破壊される。
『2199』では、ヌルVI型警邏ロボットという名称になっている。リデザイン担当は小林誠。ビーメラ星系のシステム衛星に残されていたガードロボットであり、単純な警備プログラムによって作動する。緑色の「レーザーセンサー」とピンク色の「対人ビーム砲」を装備している。むらかわみちおの漫画版ではアニメ通りの出番のほか、より大型で四足歩行となったバリエーション機が惑星ビーメラ4で登場する。
機械化兵
『2199』『2202』に登場する無人兵器。デザイン担当は出渕裕（原案）、山岡信一（クリンナップ）。
自律型のアンドロイド兵士。ヤマトからは「ガミロイド」と呼称されている。「機械化」という名前からサイボーグなども連想しうるが、そういった類のものではなく完全機械の人型ロボットである。また、似た名前に現実の機械化歩兵があるが特に関係はない。
版図拡大政策によって発生した深刻な人員不足を解消するために増産された。地上戦用の兵士としてだけでなく、航宙艦艇の乗員としても配備されている。『2199』第21話では、フラーケンに「今やブリキの兵隊なしでは領土を維持することすらままならない」と揶揄されている。
形状は完全な人型で、顔の部分に目となる4つのカメラアイを持つ。人間での「脳」に当たる「制御ユニット」は、頭部ではなく胸部に存在し、人間でいうところの「心臓」と役割を兼任している。細胞組織は、ナノマシンで構成された人工オルガネラで構成され、体表は「軟性テクタイトラバー」で覆われている。固定武装を有する描写は無く、戦闘では機械化兵用拳銃や自動小銃、18型手榴弾など、人間と同種の武器を用いている。
言語を発することが可能で、各個体同士で意思疎通も行える。動作には単純なプログラムの多重処理という、地球側の人工知能と同一原理のアーキテクチャを用いており、劇中ではこのことからガミラス人が地球人と同じ数学・物理学を有するコミュニケーション可能な生命体であることが判明する。
劇中ではキャラクターとしてオルタと名付けられた個体が登場し、ロボット同士の交流や機械に心は宿るか否かといったロボットものの定番エピソードが描かれている。

#### 重火器類（ガミラス / ガルマン・ガミラス）
反射衛星砲

沿岸爆雷砲台
『ヤマト』第23話に登場。砲口から爆雷を発射する3連装の砲台。ガミラス星内部にある、硫酸の海の沿岸に多数設置されていた。『ヤマト』第23、24話で、硫酸の雨の中を飛行するヤマトに爆雷を降らせ、硫酸の海との板挟みを狙った。
超大型ミサイル
『ヤマト』に登場。全長1000m・直径500mのつづみ弾や長崎型原爆のような形をした巨大なミサイル。その飛翔距離は惑星間に及ぶ。冥王星基地に配備されており、普段は地中のミサイルサイロに収納されている。発射する時だけ地上に迫り上がる。『ヤマト』第3話で試射を兼ねて1発が地球にいるヤマトに向けて発射されるが、主砲の一斉射撃で撃破される。その後、第7話で冥王星基地に接近したヤマトに数発撃ち込まれ、ほとんどが両舷側ミサイルやパルスレーザー砲で破壊されるが、爆発した1発の破片がヤマトにぶつかり、艦尾を損傷させた。
惑星間弾道弾
『ヤマト』のリメイク作品である『2199』に登場するミサイル。超大型ミサイルのリメイクである。諸元が全長1511.5m、直径947mに設定し直されている。また、ヤマト破壊に遊星爆弾ではなく惑星間弾道弾が使用されたことについて、ピンポイント攻撃が可能であるためという理由が与えられている。冥王星基地内には同型のものが複数設置されており、第6話では基地から脱出しようとした艦艇がヤマトの三式弾と空対空ミサイルの攻撃を受けて数隻が撃沈され、その際の爆風に煽られたケルカピア級航宙高速巡洋艦が発射前の惑星間弾道弾に激突して大規模誘爆を起こし、基地を丸ごと消滅させた。第15話冒頭では、航宙親衛艦隊が宇宙空間で運用しており、原住民が反乱を起こした属州惑星に対して多数の惑星間弾道弾が投下され、惑星全土を焼き尽くした。パルスレーザーで破壊できた旧作に比べると頑丈であり、むらかわみちおの漫画版では、キリシマが全砲一斉射撃による迎撃を試みているが、着弾時刻を少し遅らせただけでまったくの無傷だった。
『2202』では、反ガミラス統治破壊解放軍が、旗艦のゼルグート級一等航宙戦闘艦をコントロールシップとして、宇宙空間で多数運用。第9話で惑星シュトラバーゼの表面に多数打ち込み、惑星の崩壊を進めた。
多弾頭ミサイル（磁気フェライト爆弾）
『ヤマト』第23話に登場。金砕棒のような外観をした赤色のミサイル。多数付いたトゲの部分が弾頭になっており、目標に接近すると自動的に発射されるうえ、弾頭は破壊されると爆発と共に強磁性フェライトを撒き散らす。大マゼラン星雲に到達したヤマトにガミラス星から発射され、強磁性フェライトでヤマトを包み込んでレーダー機能を奪い、ガミラス星表面に設置されたマグネット発振機を連動させ、磁石に吸い寄せられる砂鉄のようにガミラス星へ引きずり込んだ。ガミラス星の双子星であるイスカンダルの方向から飛来したため、ヤマトの乗組員はイスカンダルが敵だと疑うことになった。しかし、古代進が加藤三郎に無理矢理取りに行かせたミサイルの破片を真田志郎が解析した結果、ガミラス製であることが判明して疑いは晴れた。
天井ミサイル
『ヤマト』第24話に登場。ガミラス星内核の天井都市に配備されている地対空ミサイル群。吊り下げられた天井都市のビルがそのままミサイルになっており、ネジを外すように回転しながら発射される。ガミラス本星決戦で、波動砲により火山活動を誘発させたヤマトに対し、デスラーの命令で攻撃に用いられる。しかし、ヤマトに回避されたミサイルや基部ごと天井から崩れ落ちたミサイルが、逆に地表都市への誤爆や噴火口に落下して火山活動をより活発化させるなどして、結果的にガミラス星の崩壊を進める形になった。機体色は青色。形状はこけし型だけでなく多種多様で、総統府（デスラー艦）に酷似したものも見受けられる。また、デスラーの発射命令にヒスが驚愕したことから、本来の用途はデスラー艦と同様に脱出用の宇宙船であることが匂わされている。
ガルマン迎撃ミサイル
『ヤマトIII』第17話に登場する地対空ミサイル群。ガルマン本星の地上にある各ミサイル基地に集中配備されている。発射台から発射される。塗装は機体及び発射台はガルマン・ガミラス標準色の濃緑で、ミサイル弾頭部は黒。ガルマン本星外部からの敵襲に対して、戦闘衛星、迎撃艦隊と本ミサイルによる一体した防衛戦を敷いている。劇中では、ボラー連邦のワープミサイルをいくつも迎撃するが、一部のミサイル基地はシャルバート信者による破壊工作により機能せず、地上への被弾を許す事態に陥った。

#### 銃器類（ガミラス / ガルマン・ガミラス）
ガミラス銃
『ヤマト』『ヤマトIII』に登場。デザイン担当は加藤直之、ドメル専用銃は松崎健一。
ガミラス軍内で広く使用されているT字型レーザーピストル。指で引き金を引くのではなく、手のひらを銃尾のトリガーに押し当てて発砲する。劇中では、『ヤマト』第6話でガミラスのパトロール兵、ヤレタラが使用していたのが初出。ドメルの専用銃は、特別に凝った装飾入りである。また、『ヤマトIII』のガルマン・ガミラス帝国時代においても同タイプの銃が使用されており、第17話で親衛隊長、第18話でフラウスキーが使用しているのが確認できる。
『2199』では、機械化兵（ガミロイド）用の銃となっている。
モルドラP-88
『2199』『星巡る方舟』『2202』に登場。上記のガミラス銃に代わり、生身のガミラス兵用として登場するガミラス軍制式拳銃。デザイン担当は出渕裕（原案）、石津泰士（クリンナップ）。
形状は地球の拳銃と大差がない。
デスラー用ピストル
『ヤマト』『さらば』『ヤマト2』『ヤマトIII』に登場。デザイン担当は松本零士。
ガミラス帝国の総統、デスラー専用のピストル。黄、または金色の派手なカラーリングで、デザインは現代の地球の拳銃に酷似。全長は15センチメートル。エネルギー波を発射する。
『2199』では、「スマルターPP-7」という名称になっている。デザイン担当は出渕裕。銃口から銃尾までの長さは約21センチメートル。
小銃各種
ガミラス帝国の小銃は『ヤマト』第26話で登場している。特に設定は無かったが、『遥かなる星イスカンダル』において増永計介により改めてデザインされている。
『ヤマト2』第23話では別設定の銃が登場。こちらはガミラス軍正式突撃銃と呼ばれる。先端部分に短剣をセットし、銃剣スタイルで使用することもできる。
ガルマン・ガミラス帝国の小銃は『ヤマトIII』第6話で登場。上記のガミラス銃の例とは異なり、こちらはガミラス時代とは異なるデザインの銃が使用されていた。デザイン担当は板橋克己。

#### その他（ガミラス / ガルマン・ガミラス）
マグネット発振機
『ヤマト』第23話に登場。デザイン担当は松崎健一。
ガミラス星外殻表面に設置されていた。8つの磁力放射器を2段4つずつ並べており、多弾頭ミサイルの攻撃で強磁性フェライトに包まれたヤマトをガミラス星内部に引きずり込み、硫酸の海へ叩き落としている。

### ガミラス帝国 / ガルマン・ガミラス帝国の地上部隊
機械化降下猟兵
『2199』第25話に登場する戦闘部隊。
デウスーラII世に搭載された無数の機械化兵で編成された部隊。亜空間回廊内において、デウスーラII世がヤマト直上に接敵した後、ハッチを開いてガミロイド兵が降下し、ヤマトへ白兵戦を仕掛ける。
第一・第二分隊が機関室の制圧、他の分隊が艦橋の確保に向かい、波動エンジンの波動コアを取り外すす直前まで行ったが、以前オルタから得たデータを元にヤマト側が開発したコンピュータウイルスにより、ガミロイド兵全てがコントロール不能に陥り、機能を停止して全滅する。
元ネタは第二次世界大戦時の大規模降下作戦で知られるドイツ軍の降下猟兵。
降下兵部隊
『ヤマトIII』第16話に登場するガルマン・ガミラス帝国の空挺部隊。
パーソナルジェットを背負い、ホバリングや浮遊移動、あるいは滑空など、ある程度の空中機動が可能な機動歩兵である。軍事パレードではデスラーパレス上空を通過する大型戦闘艦から次々と空中投下され、隊列を組んで総統の眼前をパスして行った。

## 白色彗星帝国

### 白色彗星帝国の陸上兵器

#### 車両（白色彗星帝国）
指揮戦車

『さらば』および『ヤマト2』第13・14話に登場する軍用車両。デザイン担当は宮武一貴。
白色彗星帝国で使用されている軍用車両である。突撃格闘兵団ヘルサーバー所属の大型戦車であり、陸上部隊全体を率いる指揮車として使用される。劇中では指揮官であるザバイバルが乗り込み、陣頭指揮をとっていた。戦車を名乗っているが、現代における戦車、主力戦車の定義項目の一つである旋回可能なフルクローズド砲塔を持たず、主砲である「200mm3連装砲」は駆逐戦車のように固定、かつ車体右寄りにオフセット装備されているのが特徴である。他に対人対空用として「12.7mmレーザー機銃」1基。車体後方には3本のロッドアンテナがあり、うち1本に旗が掲げられている。指揮下の他の戦車より強力な武装を持ち、通信能力も高い。
『さらば』『ヤマト2』どちらもテレザート星攻防戦に登場。その攻撃力を持って、上陸した空間騎兵隊を圧倒するも、増援として送られてきた多弾頭砲の威力の前に、撤退を余儀なくされる。
原案では、垂直上昇可能な構造で、空中に浮遊した状態で戦うことも可能であった。
『さらばPS版』では、宮武によって再度設定画が描き起こされており、細部のデザインが改訂されている。
『2202』では、メダルーサ級重戦艦改「ヘルベスティア」が代わりに登場したため、下記の2車両とともに未登場となっている。
戦闘戦車

『さらば』および『ヤマト2』第13・14話に登場する軍用車両。デザイン担当は宮武一貴。
白色彗星帝国で使用されている軍用車両である。突撃格闘兵団ヘルサーバー所属の主力戦車であり、地上部隊の主力として多数が配備されている。武装は「188mm連装砲塔」1基。対人対空用のレーザー機銃は通常装備しない。上記の指揮戦車を一回りスケールダウンさせた大きさ・性能を持つ。
『さらば』『ヤマト2』どちらもテレザート星攻防戦に登場。その攻撃力を持って、上陸した空間騎兵隊を圧倒するも、増援として送られてきた多弾頭砲と空間騎兵隊の肉薄攻撃に敗れる。
本車も指揮戦車同様、原案では垂直上昇可能な構造で、空中に浮遊した状態で戦うことも可能であった。
装甲歩兵戦闘車

『ヤマト2』第6話に登場する軍用車両。デザイン担当は宮武一貴。
白色彗星帝国で使用されている軍用車両であり、地上戦闘要員を輸送する歩兵戦闘車である。突撃格闘兵団ヘルサーバー所属の戦闘車両であり、地上兵力のひとつとして複数が配備されている。また、輸送艦によって運搬され、敵拠点攻略の際には上陸部隊を輸送する重要な役目を果たす。戦闘戦車には及ばないものの武装は強力で、前部に対戦車ロケット砲を1門、対人対空用の37mm連装レーザー機銃を装備。このレーザー銃塔は複眼式照準器を備え、車体内からリモコンで操作される。
設定としては『さらば』の時点ですでに存在していたが、同作品には未登場に終わった。『ヤマト2』において初登場し、第6話での第11番惑星攻略戦の際、多数が投入される。ナスカ艦隊の圧倒的な援護の元に11番惑星基地に迫るが、空間騎兵隊の粘り強い抵抗と、救援に駆けつけたヤマトのコスモタイガー隊の支援攻撃によって全車破壊されている。なお、名に反して歩兵を搭載・降車させる描写はない。
ヘルベスティア
『2202』に登場する地上戦艦。
メダルーサ級殲滅型重戦艦から火焔直撃砲関連の装備を省略した改造型地上戦艦。ザバイバル陸戦師団の戦力として活躍する。
なお、脚本段階では有人の多脚歩行戦車として描かれていた。

#### ロボット（白色彗星帝国）
アンドロイド兵
『さらば』に登場する無人兵器。
デスラー艦に配備されていた人型のロボット兵士。生身の兵士とは異なる迅速な展開ができるが、中央で一律にコントロールされる他律型のため、コントロール機構が破壊されると無力化する。
リメイク作である『2202』では登場せず、無力化のシーンなどは前述のガミロイドに置き換えられている。
ニードルスレイブ
『2202』に登場する無人兵器。デザイン担当は小林誠。
ガミラスの科学奴隷（技術者捕虜）から得られた機械化兵の技術を元に開発された自律式の対人・対物無人兵器。
短剣状の飛行形態から半人型の地上戦闘形態に変形する機構を持つ。飛行形態の状態で航空機のパイロンに装着されて移送されたり、魚雷発射管から射出されたりして、敵地へ侵入した後、地上戦闘形態に変形し、両腕に1基ずつ装備した「三連装ニードルガン」で敵を攻撃する。
また、機体下部（飛行形態での前部）の着脱式装甲版の裏面は、陽電子エネルギーを跳弾させられる「ビーム反応装甲」になっている。本来はこれを用いて、多数の本機による防護シールドを張り、他の兵器を守る防御用マシンだったという設定がある。ビーム反応装甲の設定は、シナリオや絵コンテの段階までは第14話の反射衛星砲のビーム反射演出に使用されていた が、本編では全てガミラスと同形状の反射衛星がビーム反射を担う描写に変更された。
本機は小林がアイデアを出して登場が決まったメカである。既存のメカと異質なデザインに対しては、当初「ヤマト作品に合わないんじゃないか」という声も上がっていたが、旧作の戦車などのメカがあまりにも地球やガミラスのものと類似していることもあり、「異星人のメカとして見ればアリ」ということで採用された。
また、ザバイバルが搭乗するメカとして反射衛星砲3門を装備した有人型のラフスケッチも描かれた が、採用はされていない。

#### 銃器類（白色彗星帝国）
ストーム・パラベラム
『さらば』『ヤマト2』に登場。デザイン担当は宮武一貴。
ザバイバルが携帯していた軍用拳銃。銃口が縦2列の連装になっているのが特徴。設定画には「ザバイバル個人用拳銃」と表記されている が、劇中では、監視艦隊司令ミルや（『さらば』）、空母部隊司令ゲルン（『ヤマト2』第20話）など、ほかの軍人たちの銃としても描かれている。
『さらばPS版』では、本銃を基に、銃口を1つにした軽装の護身用拳銃が新たにデザインされ、ミルがデスラーを撃つシーンで使用されている。正式名称は無いが、デザインした増永計介のおふざけで、ミル・ラブラブスペシャル44なる仮称が与えられている。また、サーベラー・ゲーニッツ・ラーゼラーらもこの銃を携帯しているとされる。
アスロート・レーザーライフル
『さらば』『ヤマト2』に登場。デザイン担当は宮武一貴。
白色彗星帝国軍内で広く使用されている白兵戦用レーザーライフル。設定画には、「アスロート・レーザーライフル」の名称の上に、「ザバイバル兵団」と書かれている が、実際には都市帝国内部の兵士も使用している。『ヤマト2』第18話でデスラーが脱走の際に看守から奪い、サーベラーに突きつけたのも本銃である。『さらばPS版』の資料においては、名称がアストロ・レーザーライフルと書かれている。
『2199』第21話では、第十七収容所の所長室の壁の棚に飾られている銃の中に、本銃と同形状のものがある。
レーザーガン
『ヤマト2』第10話に登場。デザイン担当は板橋克己。
ゴーランドが使用していたレーザーガン。全長75センチメートルの連装式大型銃。それぞれの銃身先端に、レーザー発生用のルビーが埋め込まれ、打ち出されたレーザーは1つの筋にまとまって進む（つまり銃身は連装だが弾道は1本）。ゴーランドが恐竜狩りを行う際に使用された。
『2199』第21話では、第十七収容所の所長室の壁の棚に飾られている銃の中に、本銃と同形状のものがある。
拳銃
『2202』に登場。原作でのストーム・パラベラムに相当する銃。デザイン担当は小林誠。
ストーム・パラベラムとデザイン上の共通点は無い本作オリジナルデザイン。胴体や銃身は六角柱で構成され、グリップは海賊の銃を意識した角度が浅く丸みを帯びた形状をしている。胴体部分にエネルギーカートリッジを装填しており、カートリッジ周辺や胴体底面は黄色く発光している。劇中ではザバイバルとノル、ミルの3名が使用している。

### 白色彗星帝国の地上部隊
突撃格闘兵団ヘルサーバー
『さらば』および『ヤマト2』第13・14話に登場する戦闘部隊。
白色彗星帝国軍所属の地上戦闘部隊である。ザバイバルを司令官とし、多数の戦車で編成される機甲部隊を配下にもつ。またクレバス内の飛行場に配備された迎撃戦闘機隊も指揮下にあるとされる。また、テレサを幽閉している鍾乳洞にも警備のための兵士が配置されている。
劇中では、テレザート星に降下してきた、斉藤の率いる空間騎兵隊と交戦。大戦車隊をもってこれを圧倒するが、増援として送られてきた多弾頭砲に敗れる。
ザバイバル陸戦師団
『2202』に登場する戦闘部隊。
『さらば』『ヤマト2』でのヘルサーバーに相当する。占拠したテレザート星に配置されていた地上戦闘部隊であり、ザバイバルを師団長とする。多数の地上戦艦ヘルベスティアおよびニードルスレイブを装備している。主要装備が自動化された無人兵器であることもあり、劇中ではザバイバル以外の将兵の描写はない。
第14話冒頭で、岩盤外へ離脱するヤマトに対し、ヘルベスティアで高角射撃を行ったものの命中弾を得られず、ヤマトの主砲による反撃を受けて損害を被る。その後、旧作同様テレザート星に降下してきた空間騎兵隊と交戦するが、無人制御のヘルベスティアは空間騎兵隊の2式空間機動甲冑に艦橋の至近距離に飛び込まれて制御システムを破壊されたほか、斉藤が落下させた岩盤に潰されたり、キーマンによって制御を狂わされた反射衛星砲の誤射を受けて壊滅。ザバイバル自身も旗艦に突入してきた斉藤と格闘の末、自爆する。

## 暗黒星団帝国

### 暗黒星団帝国の陸上兵器

#### 車両（暗黒星団帝国）
パトロール戦車

『永遠に』に登場する軍用車両。デザイン担当は辻忠直、板橋克己。
暗黒星団帝国で使用されている軍用車両である。地球攻略部隊の主兵力のひとつであり、多数が巨大輸送艦によって運ばれた。巡回・警護用の偵察戦車であるが全高は8メートルに達し、地球戦車からは見上げるほどの大きさである。主武装として車体上部に装備された2門の可動式光線砲がある。この光線砲は、砲身部分が触手、もしくは昆虫の触角を思わせるほど細長く、「超磁性体関節ギア」の働きによって、任意の方向に自由に振り向けることが可能である。そのほかに3連装機銃座が1基、バルカン砲4門を装備。胴体下部にはVTOLノズルを持つ。走行装置にキャタピラは使用されておらず、チューブレス金属ウレタンを芯に、リフトメタルで固められた特殊タイヤが用いられている。初期設定名はコロコロ戦車で、絵コンテではこの名称が用いられている。
劇中では、主に冒頭の地球攻防戦に登場。ただし、侵攻シーンはあるが交戦シーンは無い。
『暗黒星団帝国の逆襲』『二重銀河の崩壊』では、宮武一貴によりリデザイン。本体前面が縦にスリットの入った兜の前面のようになり、その他細部の形状もアレンジされている。
掃討三脚戦車

『永遠に』に登場する軍用車両。デザイン担当は辻忠直、板橋克己。
暗黒星団帝国で使用されている軍用車両である。地球攻略部隊の主兵力のひとつであり、多数が巨大輸送艦によって運ばれた。主武装として車体上部に装備された1門の可動式大型光線砲がある。この光線砲の砲身には、同帝国のその他の兵器同様、「超磁性体関節ギア」が用いられているが、光線砲そのものが大型であるため、1基の発射基を2本のアームで支える構造となっている。胴体下部のVTOLノズルのほか、後部にもノズルをもち、飛行も可能。50mを超えるその巨体は20階建てのビルに相当し、細長い3本の歩行脚により、場所を選ばず活動出来る。コックピットは赤く塗られた弧の部分であり、内部は広く、8名分の座席が余裕を持って備え付けられている。また、展望がよく、本体正面側180度を有視界で見渡すことが可能である。地球戦車の砲撃にもビクともしない防御力を誇るが、VTOLノズル部分が弱点である。原案での名称は三本脚戦車。
劇中では、冒頭の地球攻防戦に登場。地球戦車など歯牙にもかけない攻防力を見せ付けている。
『暗黒星団帝国の逆襲』『二重銀河の崩壊』では、宮武一貴によりリデザイン。本体前面が縦にスリットの入った兜の前面のようになっているほか、全体的に曲面を多用した有機的な形状となっている。
『3199』では「ガバリア」という名称が設定されている。
小型四脚戦車

『永遠に』のゲーム化作品『二重銀河の崩壊』に登場する軍用車両。デザイン担当は宮武一貴。
大型ゆえに狭い街中では機能しにくく、地の利を活かした戦術で対抗する地球のパルチザンに苦戦を強いられた掃討三脚戦車やパトロール戦車に代わり、暗黒星団帝国の地球占領軍が対パルチザン用として地球で新たに開発した軍用車両である。前2機種と違った対人・都市戦に特化した性能を追求した小型戦車であり、スズメバチの頭部似の車体に昆虫の足似の脚を4本装着した姿をしており、胴体部のサイズは大きめの乗用車程度に押さえられて乗員も1名と大幅な小型化・軽量化が図られている。これにより、狭い都市内でも縦横無尽に動き回れる高い機動力と、ブースターを使わずとも瞬時に十数メートルも跳躍できる高い瞬発力を有している。
コックピットは車体中央で、その後方に複眼型センサーを装備している。武装は昆虫の触角を模した双発メインビーム砲のほか、顎部に配置したロケットランチャーと手榴弾投擲機（アルフォン機のみ）である。なお、双発メインビーム砲には暗黒星団帝国の他の兵器と違い、超磁性体関節ギアが用いられていない。
ゲーム中では2機登場し、そのうちの1機は終盤にアルフォンが搭乗。重核子爆弾中枢を襲撃してきた森雪・北野哲・古野間卓の3人を迎え撃つ。
殲滅多脚戦車ガーム・ビゥ
『2205』に登場する軍用車両。「ガーム・ビゥ」という名称は『3199』で明かされた。デザイン担当は明貴美加。
四脚で移動する小型の歩行戦車。上部に掃討三脚戦車と同様の触覚状のビーム砲を備えている。『2205』では自動惑星ゴルバに搭載され、ゴルバ内に取り込んだ次元潜航艦UX-02を破壊したほか、ゴルバに体当たりして突き刺さったデウスーラIII世に対しても攻撃を行う。

#### 重火器類（暗黒星団帝国）
大型ミサイル（水晶状爆弾）
『永遠に』に登場。暗黒星団帝国デザリアム星の中心核内部の水晶都市に配備されたミサイル。極地の出入口から敵が侵入した場合はこれで迎撃する。外観について、発射時は水晶状の高層ビルであるが、飛翔途中でビルの偽装が剥がれ、ふたまわりほど小さなミサイル本体が露出する。機体色は赤で弾頭部が黄色。ミサイルの全長はヤマトの半分程度の大きさである。
劇中ではデザリアム星内部へ侵入したヤマトに対して多数発射され、直撃はしなかったものの船体をいくつもかすめる被害を与える。その中の1発が、右舷の第一艦橋と艦長室の間を大きくかすめて艦内爆発を起こさせ、山南艦長は爆風を受けて戦死する。

#### 銃器類（暗黒星団帝国）
小銃
奇襲攻撃隊が使用していた、全長1.1メートル の大型レーザーマシンガン。劇中では地球戦車すら一撃で爆破する威力に描写されている。
ハンドガン
暗黒星団帝国軍内で広く使用されているレーザーピストル。全長45センチメートル。アルフォンや聖総統スカルダート、さらにはサーシャも使用している。
手榴弾
奇襲攻撃隊が使用する直径8センチメートルの手投げ弾。丸底フラスコのようなシルエットをしている。シナリオでは、地球防衛軍指令本部の屋上にある換気ダクトからガス弾を投げ込み、発生した混乱に乗じて降下兵が内部に突入するというシーンがあり、そのために設定されたもの。該当シーンがカットされたため、劇中では登場しなかった。
地雷探知機
奇襲攻撃隊の装備のひとつ。劇中未登場。

### 暗黒星団帝国の地上部隊
奇襲攻撃隊
『永遠に』に登場する戦闘部隊。
暗黒星団帝国軍所属の地上戦闘部隊である。地球の占領を目的として、黒色艦隊の巨大輸送艦によって運ばれた。上記の2種の戦車と、戦闘爆撃機から成る航空部隊、ジェットパラシュートを背負った降下兵によって構成される。降下兵は、ロボットを思わせるマスクで顔全体を覆っており、その表情をうかがい知ることは出来ない。その行動はきわめて迅速であり、素早いテンポで地上へ降下、侵攻作戦を推し進めていった。徹底した殺戮・破壊行動が特徴であり、『ファイナルデラックス版 ヤマトよ永遠に』における解説でも「去った後には何も残らないイナゴの大群のような集団」とある。
なお、降下部隊隊長の設定も作られたが登場しなかった。『ファイナルデラックス版 ヤマトよ永遠に』p. 262における解説では「かわりにアルフォン少尉が指揮官となった」と書かれている。

## ボラー連邦

### ボラー連邦の陸上兵器
戦車
『2205』に登場する軍用車両。デザイン担当は明貴美加。
お椀型の砲塔に連装式の主砲を備えている。ガルマン星を支配していたボラー連邦軍が使用していた。
前章時点だと明確な設定画は描かれておらず、明貴が自身のラフデザインを基に原画も行った。
ミサイル戦闘車
『ヤマトIII』第13話に登場する軍用車両。デザイン担当は板橋克己。
ボラー連邦で使用されている軍用車両である。後部に2発のミサイルを装備。同連邦の保護国（属国）バース星で使用されていた陸上兵器である。ベムラーゼがバース星に訪れた際、歓迎のための閲兵式に参加、多数が整然と列を成して進行していた。その後のヤマトとの交戦の際にはコスモハウンドにミサイル攻撃を行っている。
『2205』でも登場。デザイン担当は明貴美加。ガルマン星の大聖堂の前に戦車とともに1両停まっている。アニメーターが描いたレイアウト画において（上記の戦車に置き換えることを前提に）ミサイル戦闘車が仮で並べられていたため、せっかくだからということで1両がミサイル戦闘車として残される形で登場することとなった。

#### 銃器類（ボラー連邦）
小銃
『ヤマトIII』第13・24話に登場。ボラー連邦系の国家で使用されている、標準的なレーザーライフル。シャルバート星での降下兵部隊も使用している。デザイン担当は板橋克己。
衝撃銃
『ヤマトIII』第12・13話に登場。ボラー連邦系の国家で使用されている、鎮圧用の麻酔銃。保護国（属国）バース星の囚人収容所で使用されていたが、シャルバート信者が反乱を起こした際、彼らによって大量に奪われる。デザイン担当は板橋克己。

### ボラー連邦の地上部隊
降下兵部隊
『ヤマトIII』第24話に登場する戦闘部隊。
パーソナルジェットを背負った空挺部隊。ガルマン・ガミラスの降下兵部隊同様、ある程度の空中機動性を持った機動歩兵である。シャルバート星での戦いでは上陸用舟艇から空中投下され、シャルバート星人を無差別攻撃で虐殺。宮殿にも飛来して、古代達ヤマト隊員と白兵戦を繰り広げている。

## ディンギル帝国

### ディンギル帝国の陸上兵器
メカ・ホース（ロボットホース）
『完結編』に登場する陸上兵器。デザイン担当は出渕裕。
ディンギル帝国で使用される。設定画に書かれた名称はディンギル親衛騎馬（メカ・ホース）。ルガール親衛隊の重装甲騎兵隊 を編成する機動兵器にして、一角獣を思わせる外観をもった馬形ロボットである。人間が騎乗し、地を駆けるその姿は通常の馬と何ら変わりはないが、その機動性はきわめて高い。驚異的なジャンプ力を持ち、飛翔するかのごとく空中を飛び跳ねる。また、武器も内蔵されており、額の角の部分にパルスレーザー砲、両頬の部分にフェーザーバルカン2門を装備する。体長は3.1m。普段は都市衛星ウルクの神殿内に、像のように整然と並べて置かれており、使用時には背中側のレバーを引いて起動させる。
劇中では、ウルクに強行着陸したヤマトへの白兵戦を挑む際に使用された。ルガール大総統自らが騎乗して陣頭指揮を執り、一人乗り円盤の援護の下に部下親衛隊と共に騎兵突撃を敢行し、古代ら宇宙戦士たちと激戦を繰り広げる。
カラーリングはほぼ黒一色だが、ルガールが騎乗したものは白色である。
浮遊戦車
『完結編』時にデザインされた陸上兵器。デザイン担当は出渕裕、辻忠直。
ディンギル帝国で使用される。全高22メートル、複数の砲塔を縦に重ねたような特異な外観を持ち、戦車というより浮遊砲台を思わせる。武装として連装主砲や2基のミサイル、機関砲などを持つが、劇中には登場しなかった。
本戦車に関して「作品世界では存在し、単に出番がカットされただけ」なのか、あるいは「浮遊戦車という存在自体が没になった」のかは不明である。また、出渕画 と辻画 の2種の設定画が存在し、どちらが決定稿かも不明である。
出渕の描いた設定画には、自動浮遊戦車 スカールV（ファイブ）型という名称がつけられている。

#### 銃器類（ディンギル帝国）
ルガルガ88
ルガールが携帯する高官用軍用拳銃。白色彗星帝国のストーム・パラベラム同様、銃口が縦2列の連装であるが、銃身が別個に分かれているのが特徴。トリガーは2本の銃身間にあるため、下段の銃身が、人差し指と中指の間から突き出た格好となる。
ナーバス76
ディンギル帝国軍内で使用される白兵戦用レーザーライフル。3連装ガトリング式の銃口が特徴で、銃剣を装着可能。
ウルク神殿内の魔人像の前にて、加藤四郎以下のコスモタイガー隊との銃撃戦の際に使用される。
『2199』第21話では、第十七収容所の所長室の壁の棚に飾られている銃の中に、本銃と同形状のものがある。

### ディンギル帝国の地上部隊
重装甲騎兵隊
『完結編』に登場する戦闘部隊。
ディンギル帝国軍所属の地上戦闘部隊である。メカ・ホースと、それに騎乗した親衛隊兵士によって構成された騎馬隊である。ヤマトがウルクに突入した際、ルガールに率いられてヤマトに逆突入し、白兵戦を展開した。なお、メカ・ホースにまたがる親衛隊兵士は、ルガール同様マントを羽織る。
「重装甲騎兵隊」の名称だけなら、『スーパーデラックス版 宇宙戦艦ヤマト完結編』p. 67や劇場パンフレットのメカ紹介部などに書かれているが、その詳細な設定などは明らかではない。

## テレザート

### テレザートの陸上兵器
戦車
『ヤマト2』第15話に登場する軍用車両。デザイン担当は板橋克己。
過去のテレザート星で使用されていた戦闘車両である。カモノハシのような形状 をしたオレンジ色の車体をしている。浮遊型で履帯や砲塔はなく、攻撃方法はミサイルを背面に設置された発射口から放つという、地球の戦車とは程遠い特徴を持つ。
すでに滅び去った文明の遺物であり、劇中では変わり果てた無残な姿をさらしていた。なお、劇場版『さらば』とTV版『ヤマト2』ではテレザート星の設定が異なるため（詳細は宇宙戦艦ヤマトシリーズの天体#テレザート星を参照）、『さらば』では登場しない。
マシンガン / レーザーライフル
『ヤマト2』第15話に登場。過去のテレザート星で使用されていた各種銃火器。
マシンガンは歩兵の携行型ではなく、銃架にセットされる三連装の大型火器である。　
上記の戦車同様の理由で『さらば』には登場しない。

## ビーメラ星

### ビーメラ星の陸上兵器
野砲型光線砲
『ヤマト』第16話に登場。ガミラス帝国からビーメラ星に貸し与えられていた旧式砲。設定における呼称は旧式ガミラス野砲型光線砲。
反乱を起こした集団のリーダーであるビーメラ星長老が、ガミラス人の捕虜（森雪） を盾に、この砲でビーメラ星女王へタンカーロケットを撃沈するように促したが、女王は一瞬の隙を突いて砲を長老に向けて発砲。そのビームで長老を消し去ってしまう。
ボウガン
『ヤマト』第16話に登場。 ビーメラ星本来のテクノロジーで作られた射撃武器。骨製のクロスボウである。単発式で発射後はレバーとなっている本体を折り曲げて、矢を再装填する必要がある。

### ビーメラ星の地上部隊
女王親衛隊
『ヤマト』第16話に登場する戦闘部隊。
ビーメラ星の王宮に仕えるビーメラ星人達でビーメラ星女王の配下にある。主な武器はボウガンと剣、槍などの刀槍類と楯で、王宮の警備に当たる。また、ガミラスに臣従している女王の命により、ビーメラ星人の身体からローヤルエキスを搾り取る任務にも従事していたので、被支配者側のビーメラ星原住民からは憎悪の対象にされている。劇中描写から、太鼓など使う軍楽兵もしくは儀仗兵も存在する模様。